# Bekeshe

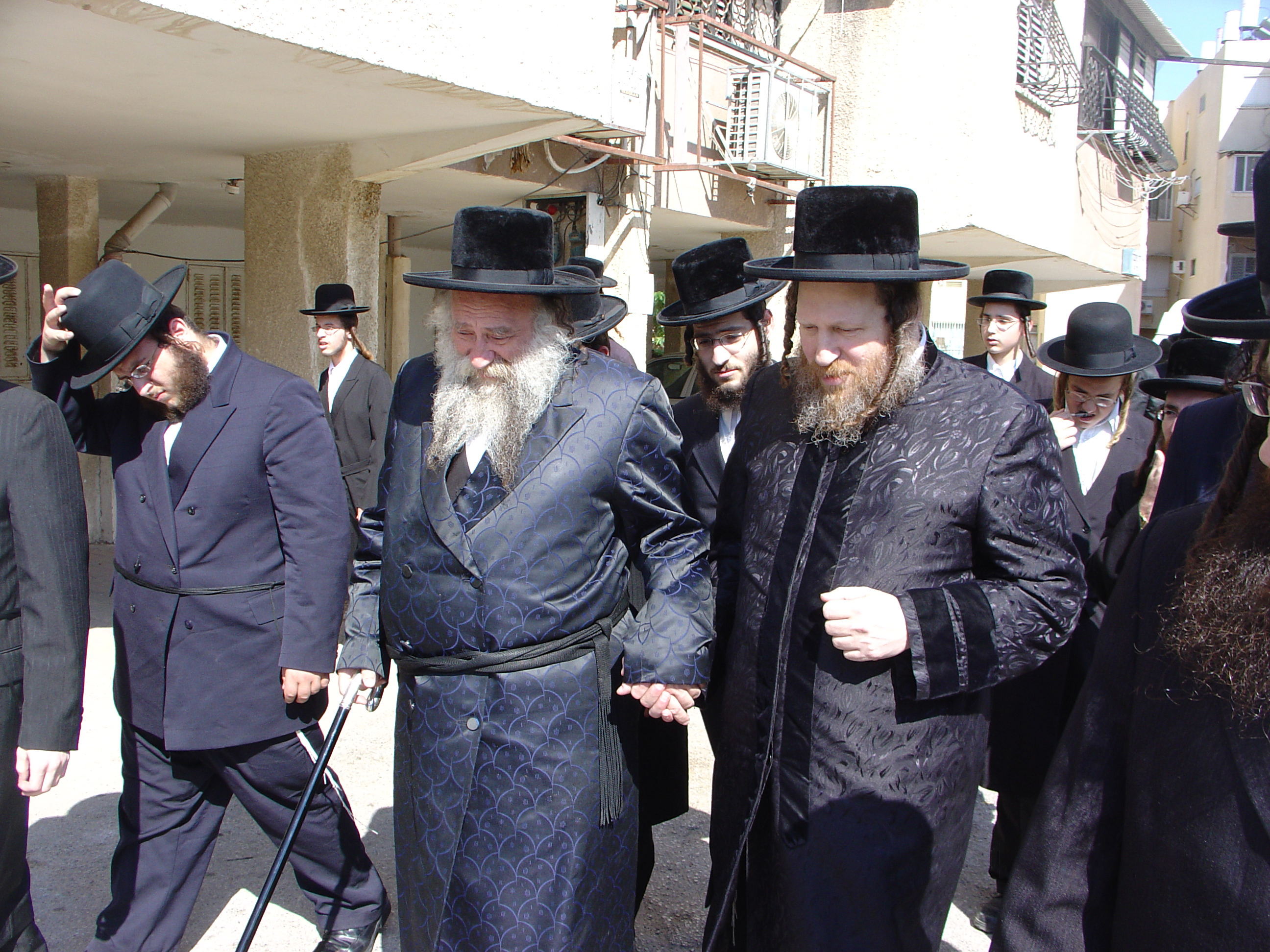
Le Admor de Khoust portant un Bekeshe Shabbatique

Un Bekeshe ou Beketsche est un long pardessus ou veste, en soie (le plus souvent noir) ou en polyester, que portent des juifs ultra-orthodoxes, notamment  ceux de la communauté hassidique.
Les Hassidim portent le Bekeshe le Chabbat, les jours de fêtes, et à l'occasion de célébrations (mariages, etc.). C'est donc un habit de fête.
Durant la semaine, les Hassidim portent un autre habit, un rekel, fait en laine ou en soie, qui est une longue veste croisée.